# Бююкчекмедже (озеро)
41°04′00″ пн. ш. 28°33′11″ сх. д. / 41.0667° пн. ш. 28.5531° сх. д.
Озеро Бююкчекмедже (тур. Büyükçekmece Gölü) — лиман, що утворився в місці впадіння річки Карасудере в Мармурове море.
Озеро розташоване на південь від району Чаталджа, на захід від Стамбула, Туреччина.
Використовується як резервуар прісної води.
Пересип озера в 1988 році укріпили дамбою.
Площа озера становить 28,47 км², довжина 7 км і ширина 2 км.

Максимальна глибина становить 8,6 м, після поглиблення, виконаного державними гідротехнічними роботами.

Флювіальне озеро розвинулося як потік Карасудере, і коли воно спускалося з Чаталджи, воно було перегороджено та утворено піщаною мілиною, яку він утворив.
Між греблею Бююкчекмедже та Мармуровим морем є очеретяне солоне озеро з солонуватою водою.
Інша лагуна, озеро Кючукчекмедже, лежить приблизно за 12 км на схід від озера Бююкчекмедже.
Кількість видів риб, що спостерігаються в озері, зменшилася з 30 в минулому до 15 зараз.

Історичний багатоарковий міст довжиною 635 м і шириною 7,17 м, названий на честь османського архітектора Мімара Сінана (1489—1588), перекриває вузьку протоку, що з'єднує озеро з морем.

На північному березі озера на півострові розташований аеродром Хезарфен.